# Olsen und Johnson
Olsen und Johnson war ein berühmtes US-amerikanisches Komikerduo bestehend aus Ole Olsen (1892–1963) und Chic Johnson (1891–1962).
Olsen und Johnson, eigentlich beide Musiker, trafen sich 1914 in Chicago, als sie in derselben Band spielten (Olsen an der Violine, Johnson am Klavier). Als sich die Band auflöste, begannen sie ihre gemeinsame Karriere in kleinen Vaudevilleclubs. Mit Ernest Breuer schrieben sie den Song Oh! Gee, Oh! Gosh, Oh! I’m in Love.
Sie waren bald regional bekannt und erfolgreich und hatten auch Auftritte in Radioshows. 1930 wurden sie von Warner Bros. für den Film engagiert. Ihren verrückten Bühnenhumor, ihre musikalischen Clownerien, für die sie berühmt waren, konnten sie dort jedoch nicht umsetzen. Sie setzten ihre Bühnen- und Radioarbeit fort.
1938 erreichten sie ihren größten Erfolg am Broadway mit Hellzapoppin’, einer Revue, die bis 1941 insgesamt 1404 mal aufgeführt und anschließend verfilmt wurde. Auch der Film fand große Zustimmung beim Publikum und lauwarme Begeisterung bei den Kritikern. Ebenfalls 1938 produzierten Olsen und Johnson die Revue Streets of Paris, in der erstmals das Komikerduo Bud Abbott und Lou Costello (Abbott und Costello) dem Broadwaypublikum vorgestellt wurde. Es folgten die Broadwayshows Sons o’ Fun (1941) und Laffing Room Only (1944), beide schon deutlich weniger erfolgreich.
Olsen und Johnson konnten danach ihre auf der Bühne und im Film erzielten Erfolge nicht wiederholen. Nach ihrem letzten Film See My Lawyer (1945) versuchten sie im Fernsehen Fuß zu fassen. Die Fernsehshow Fireball Fun-For-All (1949) wurde ein Misserfolg, ebenso die Broadwayshow Pardon Our French. Olsen und Johnson traten noch bis zu Chic Johnsons Krankheit Ende der 1950er-Jahre in Las Vegas auf.
1962 starb Chic Johnson, ein knappes Jahr später Ole Olsen. Beide wurden nebeneinander in Las Vegas beerdigt.

## Filmografie (Auswahl)
- 1930: Oh, Sailor Behave!
- 1931: Fifty Million Frenchmen
- 1931: Gold Dust Gertie
- 1937: Country Gentlemen
- 1937: All Over Town
- 1941: Hellzapoppin’ (In der Hölle ist der Teufel los!)
- 1943: Crazy House
- 1944: Ghost Catchers
- 1945: See My Lawyer